# Doftanai börtön
A doftanai börtön büntetésvégrehajtó-intézet volt Romániában, Prahova megyében, amelybe a két világháború között a politikai elítélteket zárták. 

## Elhelyezkedése
A börtön a Telega községhez tartozó Doftana falu mellett található, egy kilométerre a Doftana folyótól, 150 méter tengerszint feletti magasságban, a Paraschiva-hegy tetején. Câmpina irányából a DJ 100E megyei úton közelíthető meg.

## Története
A börtön 1894 és 1897 között épült I. Károly király megbízásából. A legenda szerint az uralkodó nyári lakot akart építtetni a községben, és a megfelelő hely kiválasztása során útjába került egy lány, aki elpanaszolta, hogy a közeli sóbányában dolgozó egyik elítélt megerőszakolta. A király elrendelte, hogy az összes elítéltet zárják börtönbe, és építsenek számukra egy olyan börtönt, amiből nem lehet megszökni. A 19. század végén ez volt az egyedüli olyan román börtön, ami megfelelt az 1874-es büntetés-végrehajtási intézetekről szóló törvény előírásainak.
1897 és 1895 között köztörvényes elítélteket zártak ide, de itt töltötték büntetésüket az 1907-es parasztfelkelés illetve az 1933-as grivițai sztrájk vezetői is. 1935-től kezdve politikai foglyokat hoztak ide, a két világháború között az illegalitásba kényszerített Román Kommunista Párt vezetőit, valamint a Vasgárda vezetőit. A kommunistákat és a vasgárdistákat a börtön különböző részeiben helyezték el, hogy elkerüljék az összeütközéseket. Az 1940. október 22-i földrengés során a falak egy része megrepedt. Ugyanabban az évben november 10-én egy második földrengés ledöntötte a tetőt és több falat, és több fogoly meghalt illetve megsebesült.
1950-ben múzeummá alakították át, és műemlékké nyilvánították. A kommunista rendszer alatt számos úttörőavatási ünnepség színhelye volt, de szerveztek külön látogatásokat is. Az épületet Sergiu Nicolaescu történelmi filmjeinek (1973: Un august în flăcări, 1989: Martori dispăruți) forgatási helyszíneként is használták. Az 1977-es és 1986-os földrengések súlyosan károsították a falakat.
Az 1989-es romániai forradalom után a helyi önkormányzat tulajdonába került, és állaga erősen leromlott. 1989 telén a hó súlya alatt a tető majdnem teljesen beomlott, és 1990-ben ismét földrengés károsította. Rövid ideig paintball-pályaként hasznosították. A jó állapotban megmaradt igazgatási épületben 2005-ben két árvízkárosult családot szállásoltak el. 2011-ben elhatározták a börtön és a hozzá tartozó 11 hektáros terület árverésen való értékesítését, de az árverésre nem jelentkezett egy érdeklődő sem.
2021-ben az országos jelentőségű műemlékké nyilvánított épület állapota életveszélyes, csak saját felelősségre látogatható volt. 2022. júniusban Mohamed Murad üzletember 49 éves koncessziót kapott a létesítményre, ahol 25 millió eurós beruházással 1000 férőhelyes szállodát szándékozik kialakítani.

## Leírása
A belga mintára épült börtön alaprajza patkó alakú volt, és nyolc részből állt, amelyeket az ábécé betűivel (A–H) jelöltek. A "H"-val jelölt rész a veszélyes bűnözőknek, illetve a büntetésben levő elítélteknek volt fenntartva. A külső falakat és a tizenegy őrtornyot a Doftana folyó medréből kitermelt kövekből építették. A létesítményhez kórház, belső sétálóudvarok, szabóműhely és asztalosműhely is tartozott. Eredetileg 308 cellával rendelkezett, amit utóbb a közös helyiségek módosításával 397-re bővítettek. A nyolc rész közül öt "sötét" volt, ahol nem voltak ablakok, és a folyosó ablakait befestették, hogy ott se hatoljon be a fény. Az építéskor korszerűnek számító létesítményben vezetékes víz, a folyosókon központi fűtés és villanyvilágítás volt.

## Híres foglyai
- Gheorghe Apostol(wd)[23]
- Max Auschnitt(wd)[24]
- Emil Bodnăraş(wd)[15]
- Rudolf Brandsch
- Nicolae Ceaușescu[6]
- Corneliu Zelea Codreanu[6]
- Mihail Gheorghiu Bujor(wd)[16]
- Alexandru Drăghici(wd)[25]
- Dudás József[26]
- Fóris István[27]
- Gheorghe Gheorghiu-Dej[6]
- Max Goldstein[28]
- Kahána Mózes[28]
- Mogyorós Sándor[8]
- Nagy István
- Ilie Pintilie(wd)[6]
- Horia Sima(wd)[6]
- Simó Gyula
- Chivu Stoica[23]
- Richard Wurmbrand[29]